# 克里斯·詹姆斯
克里斯·詹姆斯（英語：Chris James；1987年7月4日—）是新西蘭的一位職業足球運動員，在場上司職中場。他現在效力於法國球隊色當足球俱樂部。他也代表新西蘭國家足球隊參加比賽。詹姆斯的職業足球生涯開始於英超球隊富勒姆足球俱樂部。詹姆斯曾代表英格蘭U16至U18足球隊參賽超過30次，但在成人之後他現在他的出生地新西蘭作為自己的國家隊。

## 外部連結
- Chris James – FIFA國際賽競賽紀錄 (存檔)
- Player profile on Veikkausliiga's official site
- Player profile on Tampere United's official site[永久]
- James on NZFootball.co.nz